# Ali Gane
Ali Gane est un village du Sénégal situé dans l'ouest du pays, à environ 110 km de la ville de Kaolack.

## Administration
La ville se trouve dans la région de Kaolack.

## Géographie
Les localités les plus proches sont Gama, Moukhoume, Ndiayene Bagana, Guissam, Kebe Keur Babou, Medina Diognik et Loumene.